# サウード・ビン・アブドゥルアズィーズ

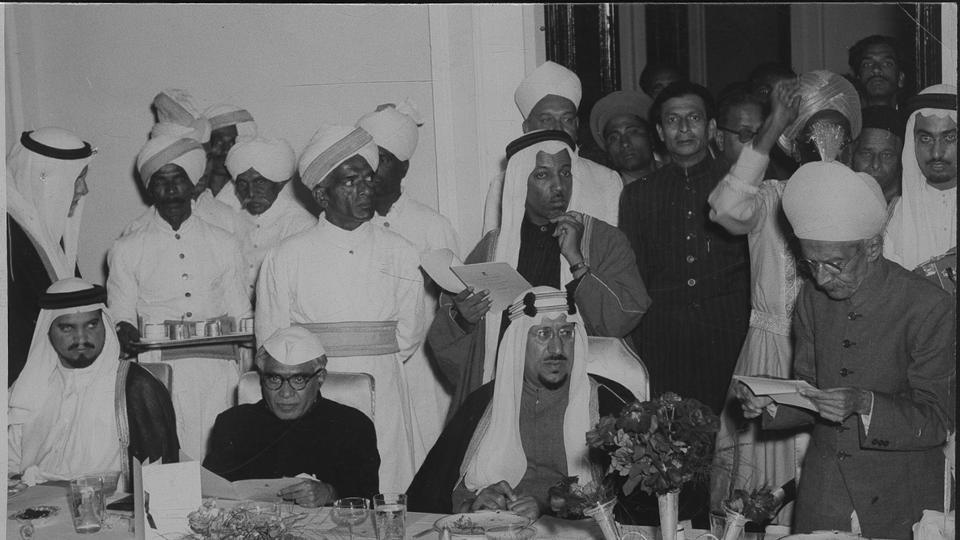
ニザーム・オブ・ハイデラバード（ウスマーン・アリー・ハーン）とのキング・サウド

サウード・ビン・アブドゥルアズィーズ・アール・サウード（アラビア語: سعود بن عبد العزيز آل سعود, ラテン文字転写: Saud bin Abdulaziz Al Saud、1902年1月12日 - 1969年2月23日）は、第2代サウジアラビア国王（1953年 - 1964年）。ワッハーブ派イマームとしてはサウード4世、サウジアラビア国王としてはサウード1世と呼ばれる。

## 生涯
初代国王アブドゥルアズィーズ・イブン・サウードの次男として、サウード家の亡命先のクウェートで産まれた。祖父アブドッラフマーンが父にサウードの誕生を知らせにいった日に、父はリヤド奪還に成功したという。
18歳よりアラブ各地の戦闘に参加し、1924年から1925年の父のヒジャーズ王国出兵時には名代としてリヤドを統治し、1930年、ナジュド知事に任命される。兄のトゥルキーが1919年にスペインかぜのため早世していたこともあり、ヒジャーズ・ネジド王国が1932年にサウジアラビア王国と改称した翌年の1933年にサウジアラビア王国王太子に任命される。
父王の逝去に伴い1953年に即位する。サウジアラビア国家警備隊を編成。健康不良により1964年に弟のファイサルに譲位する。1969年、療養先のアテネにて崩御した。

## 人物
サウードはベドウィンに人気があった。また、外国語を全然話せないことを誇りとしていたという。しかし、後に堕落してハレムとキャデラックの趣味にふけったという。
インド総督府で働き、1930年にイスラム教に改宗したジョン・フィルビー（父王の顧問であった）と仲が悪く、1955年4月にフィルビーを国外追放する。しかし、レバノンの財界人、フサイン・アル＝ウワイニーらが、サウードの弟、ファイサルとアブドゥッラーの協力を得て、サウードを説得し、1956年11月にフィルビーは年2160英ポンドの手当て付きで、サウジアラビアに帰国した。